# Видор, Кинг
Кинг Уэ́ллис Ви́дор (англ. King Wallis Vidor; 8 февраля 1894 — 1 ноября 1982) — американский кинорежиссёр, сценарист и продюсер. Первый (с 1936 по 1939 года) президент Гильдии режиссёров Америки.

## Биография
Кинг Видор родился 8 февраля 1894 года в Галвестоне (Техас). После окончания школы убежал из дома. Работал вначале билетёром в кино, потом перепробовал и освоил все кинематографические профессии — от проявщика плёнки, киномеханика, оператора и актёра до режиссёра-монтажёра. Через год вернулся домой, откуда родители послали его учиться в Военную академию. В 1915 году приехал в Голливуд, где сначала работал в кинохронике. В 1918 году поставил свой первый художественный фильм «Поворот дороги». В 1926 году появился на экране фильм Видора «Большой парад», который ставился на средства независимой компании.
В 1928 вышел фильм «Толпа». Между «Большим парадом» и «Толпой» режиссёр поставил драму Богема — по мотивам известного романа Анри Мюрже. Кинолента занимает 30 место в списке лучших фильмов 1920-х годов по версии IMDb. Тогда же вышел другой его, развлекательный фильм. Кинг Видор попробовал себя почти во всех жанрах тогдашнего кино, включая вестерн. Его драматические изображения американского западного пейзажа наделяют природу зловещей силой, где его персонажи борются за выживание и искупление.
Он одним из первых американских кинорежиссёров включился в производство звуковых фильмов. Первая его звуковая постановка — «Аллилуйя»; в ней, впервые в Голливуде, снимались настоящие афроамериканцы.
Ранние фильмы Видора, как правило, отождествляют себя с простыми людьми в коллективной борьбе, в то время как его более поздние работы ставят индивидуалистов в центр его повествований. Его считали «режиссёром актёров»: многие из его актёров были номинированы на премию «Оскар» или получили награды, среди них Уоллес Бири, Роберт Донат, Барбара Стэнвик, Дженнифер Джонс, Энн Ширли и Лилиан Гиш.
В 1962 году Видор возглавлял жюри на 12-м Берлинском международном кинофестивале. В 1969 году был членом жюри на 6-м Московском международном кинофестивале.
Видор пять раз номинировался на премию «Оскар» за лучшую режиссуру. В 1979 году он был удостоен почетной премии «Оскар» за «несравненные достижения в качестве кинематографиста и новатора». Кроме того, за свою карьеру он получил восемь национальных и международных кинопремий, в том числе премию Гильдии кинорежиссёров за пожизненные достижения в 1957 году.
С 1915 по 1926 режиссёр был женат на актрисе Флоренс Видор, а с 1926 по 1931 год на актрисе Элинор Бордман, которая родила ему двух дочерей. Кинг Видор скончался от сердечного приступа на своём ранчо в Пасо-Роблс, Калифорния, в возрасте 88 лет. Его тело было кремировано, а прах рассеян по всей территории этого ранчо.

## Избранная фильмография
- 1919 — Поворот дороги / The Turn in the Road
- 1919 — Другая половина / The Other Half
- 1920 — Честь семьи / The Family Honor
- 1922 — Душка Пегги / Peg o' My Heart
- 1923 — Бронзовая женщина / The Woman of Bronze
- 1923 — Три мудрых дурака / Three Wise Fools
- 1924 — Дикие апельсины / Wild Oranges
- 1924 — Молодое вино / Wine of Youth
- 1924 — Его час / His Hour
- 1924 — Жена кентавра / The Wife of the Centaur
- 1925 — Большой парад / The Big Parade
- 1926 — Богема / La Bohème
- 1926 — Барделис Великолепный / Bardelys the Magnificent
- 1928 — Толпа / The Crowd
- 1928 — Патси / The Patsy
- 1928 — Люди искусства / Show People
- 1929 — Аллилуйя / Hallelujah!
- 1930 — Не такая уж глупая / Not So Dumb
- 1931 — Чемпион / The Champ
- 1933 — Возвращение незнакомки / The Stranger’s Return
- 1934 — Хлеб наш насущный / Our Daily Bread
- 1935 — Брачная ночь / The Wedding Night
- 1936 — Техасские рейнджеры / The Texas Rangers
- 1937 — Стелла Даллас / Stella Dallas
- 1938 — Цитадель / The Citadel
- 1940 — Северо-западный проход / Northwest Passage
- 1940 — Товарищ Икс / Comrade X
- 1946 — Дуэль под солнцем / Duel in the Sun
- 1949 — Источник / The Fountainhead
- 1949 — За лесом / Beyond the Forest
- 1951 — Молния бьёт дважды / Lightning Strikes Twice
- 1955 — Человек без звезды / Man Without a Star
- 1956 — Война и мир / War and Peace
- 1959 — Соломон и царица Савская / Solomon and Sheba